# 대한민국 형사소송법 제95조
대한민국 형사소송법 제95조는 필요적 보석에 대한 형사소송법의 조문이다.

## 조문
제95조(필요적 보석) 보석의 청구가 있는 때에는 다음 이외의 경우에는 보석을 허가하여야 한다.  <개정 1973.12.20., 1995.12.29.>
1. 피고인이 사형, 무기 또는 장기 10년이 넘는 징역이나 금고에 해당하는 죄를 범한 때
2. 피고인이 누범에 해당하거나 상습범인 죄를 범한 때
3. 피고인이 죄증을 인멸하거나 인멸할 염려가 있다고 믿을 만한 충분한 이유가 있는 때
4. 피고인이 도망하거나 도망할 염려가 있다고 믿을 만한 충분한 이유가 있는 때
5. 피고인의 주거가 분명하지 아니한 때
6. 피고인이 피해자, 당해 사건의 재판에 필요한 사실을 알고 있다고 인정되는 자 또는 그 친족의 생명·신체나 재산에 해를 가하거나 가할 염려가 있다고 믿을만한 충분한 이유가 있는 때
[전문개정 1973.1.25.]

第95條(必要的 保釋) 保釋의 請求가 있는 때에는 다음 以外의 境遇에는 保釋을 許可하여야 한다.  <개정 1973.12.20., 1995.12.29.>
1. 被告人이 死刑, 無期 또는 長期 10年이 넘는 懲役이나 禁錮에 該當하는 罪를 犯한 때
2. 被告人이 累犯에 該當하거나 常習犯인 罪를 犯한 때
3. 被告人이 罪證을 湮滅하거나 湮滅할 念慮가 있다고 믿을 만한 充分한 理由가 있는 때
4. 被告人이 逃亡하거나 逃亡할 念慮가 있다고 믿을 만한 充分한 理由가 있는 때
5. 被告人의 住居가 分明하지 아니한 때
6. 被告人이 被害者, 당해 事件의 裁判에 필요한 사실을 알고 있다고 인정되는 者 또는 그 親族의 生命·身體나 財産에 해를 가하거나 가할 염려가 있다고 믿을만한 충분한 이유가 있는 때[全文改正 1973.1.25.]

## 참고 문헌
- 손동권 신이철, 새로운 형사소송법(초판, 2013), 세창, 2013. ISBN 9788984114081